# Johnny Vegas
Johnny Martín Vegas Fernández (Huancayo, 9 de febrero de 1976) es un exfutbolista peruano que jugaba de arquero y su último club fue Defensor La Bocana. Ha sido internacional con la selección peruana y desde 2024, integra el comando técnico de Jorge Fossati como preparador de arqueros en la selección. Actualmente es considerado como el cuarto arquero más goleador del mundo según la IFFHS.

## Trayectoria
Debutó con el Sport Boys del Callao en 1997, permaneciendo en el equipo chalaco hasta 2003, llegando a clasificar y jugar con el cuadro rosado la Copa Libertadores 2001. Luego pasó por diversos equipos peruanos como Unión Huaral, la Universidad San Martín, Melgar de Arequipa, Sporting Cristal, Sport Áncash, Cienciano y Alianza Atlético. Para la temporada 2011 fichó por el recién ascendido Unión Comercio.
Hasta el 14 de octubre de 2016, llevaba anotados 45 goles (40 goles en primera división, 1 gol en Copa Sudamericana y 4 goles en segunda división), mediante la ejecución de tiros libres y penales, con lo cual se convierte en el cuarto arquero más goleador del mundo, según la clasificación elaborada por la IFFHS, superando por 2 goles al colombiano René Higuita y por 3 goles al búlgaro Dimitar Ivankov.
Se retiró en 2017 en Defensor La Bocana y el mismo año pasó a ser asistente técnico del club Unión Comercio.
El 2020 fue preparador de arqueros en Ayacucho FC. Es parte de la Unidad Técnica de Menores de la FPF el 2023.

## Selección peruana
Ha sido internacional con la selección peruana en tres ocasiones, todas ellas en el año 2000. Jugó las eliminatorias para Corea del Sur/Japón 2002.

## Clubes
| Club                   | País | Año       |
| ---------------------- | ---- | --------- |
| Sport Boys             | Perú | 1995-2003 |
| Unión Huaral           | Perú | 2004      |
| Universidad San Martín | Perú | 2004      |
| FBC Melgar             | Perú | 2005      |
| Sporting Cristal       | Perú | 2005-2007 |
| Sport Áncash           | Perú | 2008      |
| Cienciano              | Perú | 2009      |
| Alianza Atlético       | Perú | 2010      |
| Unión Comercio         | Perú | 2011-2012 |
| Pacífico FC            | Perú | 2013      |
| Defensor San Alejandro | Perú | 2014      |
| Los Caimanes           | Perú | 2015      |
| Unión Comercio         | Perú | 2015      |
| Los Caimanes           | Perú | 2016      |
| La Bocana              | Perú | 2017      |

## Palmarés

### Campeonatos nacionales
| Título                    | Club             | País | Año  |
| ------------------------- | ---------------- | ---- | ---- |
| Torneo Clausura           | Sporting Cristal | Perú | 2005 |
| Primera división del Perú | Sporting Cristal | Perú | 2005 |

### Distinciones individuales
| Distinción                                           | Año      |
| ---------------------------------------------------- | -------- |
| Arquero del año en el Perú                           | 2001     |
| Cuarto arquero más goleador del mundo según la IFFHS | Presente |